# Ichneumon stramentarius
Ichneumon stramentarius là một loài tò vò trong họ Ichneumonidae.